# دونالد ر. كيث
دونالد ر. كيث (بالإنجليزية: Donald R. Keith)‏ هو عسكري أمريكي، ولد في 31 يناير 1927 في ميشيغان في الولايات المتحدة، وتوفي في 9 سبتمبر 2004 في Bristow, Virginia ‏ في الولايات المتحدة.